# Raquetebol nos Jogos Sul-Americanos de 2018
As competições de raquetebol nos Jogos Sul-Americanos de 2018 ocorreram entre 27 de maio e 3 de junho em um total de 6 eventos. As competições aconteceram no Complexo Polifuncional de Sarco, localizado em Cochabamba, Bolívia.

## Calendário
| G | Fase de grupos | O | Oitavas de final | ¼ | Quartas de final | ½ | Semifinais | F | Finais/Medalhas |

| Evento↓/Data →       | Dom 27 | Seg 28 | Ter 29 | Qua 30 | Qua 30 | Qui 31 | Sex 1 | Sáb 2 | Dom 3 |
| -------------------- | ------ | ------ | ------ | ------ | ------ | ------ | ----- | ----- | ----- |
| Individual masculino | G      | G      | G      | O      | ¼      | ½      | F     |       |       |
| Duplas masculinas    | G      | G      | G      |        |        | G      | G     |       |       |
| Equipes masculinas   |        |        |        |        |        |        |       | ½     | F     |
| Individual feminino  | G      | G      | G      | O      | ¼      | ½      | F     |       |       |
| Duplas femininas     | G      | G      | G      |        |        | ½      | F     |       |       |
| Equipes femininas    |        |        |        |        |        |        |       | ½     | F     |

## Medalhistas
Masculino
| Evento              | Ouro                                                                    | Prata                                                    | Bronze |
| ------------------- | ----------------------------------------------------------------------- | -------------------------------------------------------- | --- |
| Individual detalhes | Conrrado Moscoso BOL Bolívia                                            | Mario Mercado COL Colômbia                               | José Daniel Ugalde ECU Equador Carlos Keller BOL Bolívia                                                          |
| Duplas detalhes     | Conrrado Moscoso Roland Keller BOL Bolívia                              | Mario Mercado Sebastián Franco COL Colômbia              | José Daniel Ugalde Juan Francisco Cueva ECU Equador Francisco Troncoso Rodrigo Salgado CHI Chile                  |
| Equipes detalhes    | Carlos Keller Conrrado Moscoso Kadim Carrasco Roland Keller BOL Bolívia | Mario Mercado Sebastián Franco Set Cubillos COL Colômbia | Christian Chávez José Daniel Ugalde Juan Francisco Cueva ECU Equador Francisco Troncoso Rodrigo Salgado CHI Chile |

Feminino
| Evento              | Ouro                                           | Prata                                                                   | Bronze |
| ------------------- | ---------------------------------------------- | ----------------------------------------------------------------------- | --- |
| Individual detalhes | María José Vargas ARG Argentina                | Yasmine Sabja BOL Bolívia                                               | Carla Muñoz CHI Chile Cristina Amaya COL Colômbia                                                                 |
| Duplas detalhes     | María José Vargas Natalia Méndez ARG Argentina | Jenny Daza Stefanny Barrios BOL Bolívia                                 | Cristina Amaya María Carolina Gómez COL Colômbia Ana Lucía Sarmiento María José Muñoz ECU Equador                 |
| Equipes detalhes    | María José Vargas Natalia Méndez ARG Argentina | Jenny Daza Stefanny Barrios Valeria Centellas Yasmine Sabja BOL Bolívia | Cristina Amaya María Carolina Gómez COL Colômbia Ana Lucía Sarmiento María José Muñoz María Paz Muñoz ECU Equador |

## Quadro de medalhas
| Ordem | País          | Medalha de ouro | Medalha de prata | Medalha de bronze | Total | Ordem por total |
| ----- | ------------- | --------------- | ---------------- | ----------------- | ----- | --------------- |
| 1     | BOL Bolívia   | 3               | 3                | 1                 | 7     | 1               |
| 2     | ARG Argentina | 3               |                  |                   | 3     | 4               |
| 3     | COL Colômbia  |                 | 3                | 3                 | 6     | 2               |
| 4     | ECU Equador   |                 |                  | 5                 | 5     | 3               |
| 4     | CHI Chile     |                 |                  | 3                 | 3     | 4               |
| TOTAL | TOTAL         | 6               | 6                | 12                | 24    | —               |